# Раад Хаммуди
Раад Хаммуди Салман (араб. رعد حمودي سلمان‎; 20 апреля 1953, Багдад) — иракский футболист, выступавший на позиции вратаря.
В составе сборной Ирака принимал участие в Олимпийских играх 1984 года, был капитаном команды на чемпионате мира 1986 года.
С 2009 года является президентом НОК Ирака.

## Карьера

### Клубная
Раад Хаммуди начал футбольную карьеру, выступая за школьные команды Багдада. В 1971 году он стал игроком команды «Алият аль-Шорта», которая с созданием иракской лиги в 1974 году была преобразована в клуб «Аль-Шорта». За эту команду Хаммуди играл на протяжении всей своей карьеры, был её капитаном. В сезоне 1977/78 дошёл с командой до финала Кубка, а сезоне 1979/80 стал чемпионом страны.
В 1977 году Раад Хаммуди был признан лучшим спортсменом Ирака.

### В сборной
За сборную Ирака Раад Хаммуди играл с 1976 года. Первым его крупным турниром стал Кубок Персидского залива, на котором сборная Ирака дошла до финала, уступив хозяевам соревнований, сборной Кувейта. Позже Хаммуди принял участие в Кубке Азии, на этом турнире иракцы заняли четвёртое место.
На Кубке Персидского залива 1979 года Хаммуди помог своей команде одержать победу, а также был назван лучшим вратарём турнира. Через 5 лет, на Кубке 1984 года Хаммуди снова входил в состав победившей иракской сборной, но основным вратарём команды на турнире был Абдул-Фатах Насиф.
Хаммуди выступал за сборную Ирака на Азиатских играх дважды: в 1978 (4-е место) и 1982 годах, когда иракские футболисты одержали на турнире победу. Также представлял Ирак на Олимпийских играх 1984 года, где провёл все три матча. На чемпионате мира 1986 года был капитаном сборной Ирака, принял участие в двух матчах: против сборных Парагвая и Бельгии.

## Достижения

### Командные

#### Клубные
- Чемпион Ирака: 1979/80
- Финалист Кубка Ирака: 1977/78

#### В сборной
- Обладатель Кубка наций Персидского залива (2): 1979, 1984
- Победитель Азиатских игр: 1982

### Личные
- Лучший вратарь Кубка наций Персидского залива: 1979
- Лучший спортсмен Ирака: 1977

## После завершения карьеры
После окончания игровой карьеры, Раад Хаммуди с 2003 по 2009 год был президентом клуба «Аль-Шорта», после чего возглавил НОК Ирака.